# Ріга Мустафа
Ріга Мустафа (нід. Riga Mustapha, нар. 10 жовтня 1981, Аккра) — нідерландський футболіст ганського походження, що грав на позиції нападника.
Виступав, зокрема, за клуби «Вітесс», «Леванте» та «Болтон Вондерерз», а також молодіжну збірну Нідерландів.

## Клубна кар'єра
Народився 10 жовтня 1981 року в місті Аккра, Гана, але в ранньому віці переїхав до Нідерландів. Вихованець футбольної школи клубу «Вітесс». Дорослу футбольну кар'єру розпочав 1999 року в основній команді того ж клубу, але закріпитись не зумів, через що протягом сезону 2000/01 років захищав кольори клубу «Росендал», де втім теж не був основним гравцем.
2002 року «Вітесс» очолив Майк Снуй, який знав Мустафу по спільній роботі у молодіжній команді, завдяки чому молодий нападник отримав більше ігрового часу, відігравши за сезон 17 ігор в Ередивізі, але не забив жодного голу. 2003 року Снуй став головним тренером клубу другого диізіону «Спарти» (Роттердам), куди взяв з собою і Мустафу. Більшість часу, проведеного у складі «Спарти», Ріга був основним гравцем атакувальної ланки команди і сформував яскраве тріо з Данні Кувермансом та Рікі ван ден Бергом, які за два сезони на трьох забили 72 голи у чемпіонаті (конкретно Ріга — 26) і за підсумками сезону 2004–05 допомогли клубу повернутись в еліту.
Протягом 2005—2008 років захищав кольори іспанського клубу «Леванте», якому за підсумками першого сезону 2005–06 допоміг вийти до Прімери. 2008 року команда зайняла останнє місце і вилетіла до Сегунди, після чого Ріга перебрався до Англії і три сезони захищав кольори «Болтон Вондерерз». Нідерландець мав стати заміною Ель-Хаджі Діуфу, який саме покинув «мандрівників» , але за 2,5 сезони провів лише 18 ігор у Прем'єр-лізі, не забивши жодного голу.
У січні 2011 року Мустафа розірвав контракт з англійським клубом за обопільною згодою і згодом на правах вільного агента став гравцем іспанської «Картахени», за яку до кінця сезону зіграв 10 ігор у Сегунді.
26 жовтня 2013 року, після двох років без професіонального футболу, Мустафа підписав контракт з клубом індійської I-ліги «Пуне». Командою керував старий знайомий Майк Снуй, який і попросив Мустафу замінити у команді серйозно травмованого нападника Рауля Фабіані. За сезон 2013/14 Мустафа забив 7 голів у 17 іграх чемпіонату, після чого остаточно завершив кар'єру.

## Виступи за збірні
1996 року дебютував у складі юнацької збірної Нідерландів (U-16), загалом на юнацькому рівні взяв участь у 44 іграх, відзначившись 5 забитими голами.
Протягом 2001—2002 років залучався до складу молодіжної збірної Нідерландів до 20 років. У її складі був учасником молодіжного чемпіонату світу 2001 року в Аргентині, де він забив гол у матчі 1/8 фіналу проти Анголи (2:0), а нідерландці дійшли до чвертьфіналу. Всього на молодіжному рівні зіграв у 7 офіційних матчах, забив 1 гол.

## Статистика виступів

### Статистика клубних виступів
| Сезон                        | Команда                      | Чемпіонат                    | Чемпіонат | Чемпіонат | Національний кубок | Національний кубок | Національний кубок | Континентальні кубки | Континентальні кубки | Континентальні кубки | Усього   | Усього |
| Сезон                        | Команда                      | Ліга                         | Ігор      | Голів     | Ліга               | Ігор               | Голів              | Ліга                 | Ігор                 | Голів                | Ігорenze | Голів  |
| ---------------------------- | ---------------------------- | ---------------------------- | --------- | --------- | ------------------ | ------------------ | ------------------ | -------------------- | -------------------- | -------------------- | -------- | ------ |
| 1998–99                      | «Вітесс»                     | E                            | 1         | 0         | КН                 | ?                  | ?                  | -                    | -                    | -                    | 1+       | 0+     |
| 1999–00                      | «Вітесс»                     | E                            | 7         | 0         | КН                 | ?                  | ?                  | КУЄФА                | 2                    | 0                    | 9+       | 0+     |
| 2000–01                      | «Росендал»                   | E                            | 8         | 0         | КН                 | ?                  | ?                  | -                    | -                    | -                    | 8+       | 0+     |
| 2001–02                      | «Вітесс»                     | E                            | 6         | 1         | КН                 | ?                  | ?                  | -                    | -                    | -                    | 6+       | 1+     |
| 2002–03                      | «Вітесс»                     | E                            | 17        | 0         | КН                 | ?                  | ?                  | КУЄФА                | 6                    | 0                    | 23+      | 0+     |
| Усього за «Вітесс»           | Усього за «Вітесс»           | Усього за «Вітесс»           | 27        | 1         |                    | ?                  | ?                  |                      | 8                    | 0                    | 35       | 1      |
| 2003–04                      | «Спарта» (Роттердам)         | Ед (ІІ)                      | 32        | 4         | КН                 | ?                  | ?                  | -                    | -                    | -                    | 32+      | 4+     |
| 2004–05                      | «Спарта» (Роттердам)         | Ед (ІІ)                      | 36        | 22        | КН                 | ?                  | ?                  | -                    | -                    | -                    | 36+      | 22+    |
| Усього за «Спарту»           | Усього за «Спарту»           | Усього за «Спарту»           | 68        | 26        |                    | ?                  | ?                  | -                    | -                    | -                    | 68       | 26     |
| 2005–06                      | «Леванте»                    | СД (ІІ)                      | 38        | 11        | КІ                 | ?                  | ?                  | -                    | -                    | -                    | 38+      | 11+    |
| 2006–07                      | «Леванте»                    | ПД                           | 33        | 9         | КІ                 | ?                  | ?                  | -                    | -                    | -                    | 33+      | 9+     |
| 2007–08                      | «Леванте»                    | ПД                           | 33        | 8         | КІ                 | 2                  | 2                  | -                    | -                    | -                    | 35       | 10     |
| Усього за «Леванте»          | Усього за «Леванте»          | Усього за «Леванте»          | 104       | 28        |                    | 2+                 | 2+                 | -                    | -                    | -                    | 106+     | 30+    |
| 2008–09]]                    | «Болтон Вондерерз»           | ПЛ                           | 17        | 0         | КІ+КЛ              | 1+1                | 0+0                | -                    | -                    | -                    | 19       | 0      |
| 2009–10                      | «Болтон Вондерерз»           | ПЛ                           | 1         | 0         | КІ+КЛ              | 2+0                | 0+0                | -                    | -                    | -                    | 3        | 0      |
| 2010–11                      | «Болтон Вондерерз»           | ПЛ                           | 0         | 0         | КІ+КЛ              | 0+0                | 0+0                | -                    | -                    | -                    | 0        | 0      |
| Усього за «Болтон Вондерерз» | Усього за «Болтон Вондерерз» | Усього за «Болтон Вондерерз» | 18        | 0         |                    | 4                  | 0                  | -                    | -                    | -                    | 22       | 0      |
| 2010–11                      | «Картахена»                  | СД (ІІ)                      | 10        | 0         | КІ                 | 0                  | 0                  | -                    | -                    | -                    | 10       | 0      |
| ott. 2013–14                 | «Пуне»                       | I                            | 17        | 7         | -                  | -                  | -                  | -                    | -                    | -                    | 17       | 7      |
| Усього за кар'єру            | Усього за кар'єру            | Усього за кар'єру            | 251       | 62        | -                  | -                  | -                  | -                    | -                    | -                    | 251      | 62     |